# Свонс-Айленд (Мен)
Свонс-Айленд (англ. Swan's Island) — місто (англ. town) в США, в окрузі Генкок штату Мен. Населення — 355 осіб (2020).

## Демографія
Згідно з переписом 2010 року, у місті мешкали 332 особи в 146 домогосподарствах у складі 99 родин. Було 483 помешкання
Расовий склад населення:
| - 96,1 % — білих - 0,9 % — корінних американців - 0,9 % — чорних або афроамериканців |

До двох чи більше рас належало 2,1 %. Частка іспаномовних становила 0,3 % від усіх жителів.
За віковим діапазоном населення розподілялося таким чином: 19,3 % — особи молодші 18 років, 63,2 % — особи у віці 18—64 років, 17,5 % — особи у віці 65 років та старші. Медіана віку мешканця становила 46,3 року. На 100 осіб жіночої статі у місті припадало 108,8 чоловіків;  на 100 жінок у віці від 18 років та старших — 111,0 чоловіків також старших 18 років.
Середній дохід на одне домашнє господарство  становив 73 851 долар США (медіана — 62 188), а середній дохід на одну сім'ю — 84 319 доларів (медіана — 76 250). Медіана доходів становила 50 673 долари для чоловіків та 39 063 долари для жінок. За межею бідності перебувало 15,0 % осіб, у тому числі 22,0 % дітей у віці до 18 років та 4,1 % осіб у віці 65 років та старших.
Цивільне працевлаштоване населення становило 220 осіб. Основні галузі зайнятості: сільське господарство, лісництво, риболовля — 47,7 %, освіта, охорона здоров'я та соціальна допомога — 21,8 %, роздрібна торгівля — 9,5 %, будівництво — 6,4 %.